# Tanpopo
Tanpopo (japanisch タンポポ, dt. „Löwenzahn“) war eine J-Pop-Girlgroup und die erste Untergruppe von Morning Musume. Sie bestand von 1998 bis 2003.

## Werdegang
Die Gruppe veröffentlichte acht Singles, ein Studio- und ein Best-of-Album sowie zwei Kollaborationen. Mit der dritten Generation schwand der Erfolg, und man kündigte eine Pause an, die jedoch nie beendet wurde.
Ein Revival erlebte die Gruppe 2009 unter dem Namen Tanpopo# (タンポポ#) und mit neuen Mitgliedern, jedoch veröffentlichte die neue Gruppe keine eigene Single, sondern nur Lieder auf Samplern.
Zu einer tatsächlichen Wiedervereinigung für einen Auftritt kam es 2012 bei Dream Morning Musume Abschlusskonzert. Die erste Generation und Rika Ishikawa präsentierten an diesem Abend ein Medley aus den beiden Singles Last Kiss und Tanpopo.

## Mitglieder
Bis auf Ayumi Shibata in der dritten Generation stammen alle Mitglieder aus der Gruppe Morning Musume. Shibata war Teil von Melon Kinenbi, einer anderen Gruppe des Hello! Projects. In Tanpopo# wurden wieder Mädchen aus verschiedenen Gruppen vereint. Außerdem tragen alle Mitglieder das Schriftzeichen „井“ an zweiter Stelle ihres Nachnamens, worauf der Name der Gruppe abzielt.

### Erste Generation
- Aya Ishiguro (石黒 彩, 1998–1999)
- Kaori Iida (飯田 圭織, 1998–2002)
- Mari Yaguchi (矢口 真里, 1998–2002)

### Zweite Generation
- Kaori Iida (飯田 圭織, 1998–2002)
- Mari Yaguchi (矢口 真里, 1998–2002)
- Rika Ishikawa (石川 梨華, 2000–2003)
- Ai Kago (加護 亜依, 2000–2002)

### Dritte Generation
- Rika Ishikawa (石川 梨華, 2000–2003)
- Asami Konno (紺野 あさ美, 2002–2003)
- Risa Niigaki (新垣 里沙, 2002–2003)
- Ayumi Shibata (柴田 あゆみ, 2002–2003)

### Tanpopo#
- Eri Kamei (亀井 絵里, Morning Musume, 2009–2010)
- Aika Mitsui (光井 愛佳, Morning Musume, 2009–2012)
- Yurina Kumai (熊井 友理奈, Berryz Koubou, 2009–)
- Chisato Okai (岡井 千聖, °C-ute, 2009–)

## Diskografie

### Studioalben
| Jahr | Titel                            | Höchstplatzierung, Gesamtwochen, AuszeichnungChartsChartplatzierungen (Jahr, Titel, Platzierungen, Wochen, Auszeichnungen, Anmerkungen) | Anmerkungen                                                    |
| Jahr | Titel                            | JP | Anmerkungen                                                    |
| ---- | -------------------------------- | --- | -------------------------------------------------------------- |
| 1999 | Tanpopo 1 (Tanpopo1)             | JP10 (4 Wo.)JP | Erstveröffentlichung: 31. März 1999                            |
| 2002 | All of Tanpopo (All of タンポポ) | JP4 (5 Wo.)JP | Erstveröffentlichung: 4. September 2002 Verkäufe JP: + 104.870 |

### Singles
| Jahr | Titel Album                                                        | Höchstplatzierung, Gesamtwochen, AuszeichnungChartsChartplatzierungen (Jahr, Titel, Album, Platzierungen, Wochen, Auszeichnungen, Anmerkungen) | Anmerkungen                                                    |
| Jahr | Titel Album                                                        | JP | Anmerkungen                                                    |
| ---- | ------------------------------------------------------------------ | --- | -------------------------------------------------------------- |
| 1998 | Last Kiss (ラストキッス) Tanpopo 1                                 | JP2 Gold · (10 Wo.)JP | Erstveröffentlichung: 18. November 1998 Verkäufe JP: + 301.600 |
| 1999 | Motto (もっと) Tanpopo 1                                           | JP7 Gold · (4 Wo.)JP | Erstveröffentlichung: 10. März 1999 Verkäufe JP: + 85.520      |
| 1999 | Tanpopo (たんぽぽ) Tanpopo 1                                       | JP7 (6 Wo.)JP | Erstveröffentlichung: 16. Juni 1999 Verkäufe JP: + 112.320     |
| 1999 | Seinaru Kane ga Hibiku Yoru (聖なる鐘がひびく夜) All of Tanpopo    | JP2 Gold · (12 Wo.)JP | Erstveröffentlichung: 20. Oktober 1999 Verkäufe JP: + 209.200  |
| 2000 | Otome Pasta ni Kandō (乙女 パスタに感動) All of Tanpopo            | JP3 Gold · (11 Wo.)JP | Erstveröffentlichung: 5. Juli 2000 Verkäufe JP: + 349.900      |
| 2001 | Koi o Shichaimashita! (恋をしちゃいました!) All of Tanpopo         | JP2 Platin · (9 Wo.)JP | Erstveröffentlichung: 21. Februar 2001 Verkäufe JP: + 386.830  |
| 2001 | Ōjisama to Yuki no Yoru (王子様と雪の夜) All of Tanpopo            | JP1 Gold · (7 Wo.)JP | Erstveröffentlichung: 21. November 2001 Verkäufe JP: + 201.040 |
| 2002 | Be Happy Koi no Yajirobee (Be Happy 恋のやじろべえ) All of Tanpopo | JP5 (6 Wo.)JP | Erstveröffentlichung: 26. September 2002 Verkäufe JP: + 60.450 |